# Duitse minderheid in Polen
De Duitse minderheid in Polen is een etnische groep van Duitsers in Polen die sinds 1991 erkend wordt. In dat jaar werd het aantal Poolse staatsburgers dat aanspraak maakte op een Duitse identiteit op ca. 400.000 geschat. De helft daarvan wilde een Duits paspoort aanvragen en een deel van hen emigreerde naar Duitsland.
De aanwezigheid van Duitsers in Polen heeft een lange historie, die na de Tweede Wereldoorlog tot een einde kwam met de uitzetting van de meeste Duitsers naar het westen.

## Geschiedenis

### Tot 1918

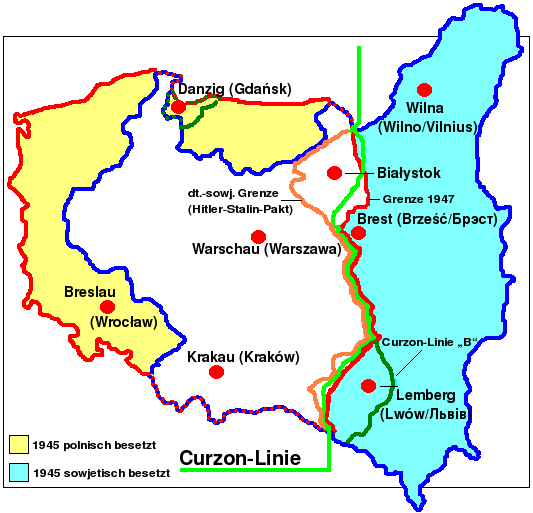
Verloop Curzonlijn (groen) ter vergelijking met de Poolse grenzen van 1 september 1939 (blauw), tot de Sovjet-Duitse demarcatielijn van 28 september 1939 (bruin) en de huidige grens (rood). Turquoise gebied: Gebiedsuitbreidingen van Polen onder generaal Piłsudski na de Eerste Wereldoorlog ten oosten van de Curzonlijn in 1923. Geel gebied: Voor Polen als compensatie voor het verlies van de gebieden ten oosten van de Curzonlijn.

De aansluiting van Slavische vorstendommen in Mecklenburg, Pommeren en Silezië bij het Duitse Rijk, en de verovering van Brandenburg door de Saksische hertogen en van West- en Oost-Pruisen door de Duitse Orde, vond plaats tussen de 10de en de 13de eeuw. In deze gebieden bevorderden feodale grondbezitters (adel en kloosters) een massale immigratie van boeren en stedelingen uit het westen van het Duitse Rijk, waaronder ook uit de Nederlanden (Oostkolonisatie). Deze kolonisten domineerden weldra de economie in boerenbedrijf, handwerk en handel. Zij stichtten ook vele tientallen steden met een autonoom bestuur (stadsrecht), dat tot dan toe niet bestond in dit deel van Europa. De autochtone Slavische en Baltische bevolking, met als regel weinig meer dan de status van lijfeigene, paste zich in de loop van enkele eeuwen aan en versmolt met de kolonisten. Hun Slavische en Baltische talen verdwenen behalve in enkele randgebieden zoals in het oosten van Pommeren, in Opper-Silezië en in Mazoerië. Overigens moeten de betrokken provincies - Oost-Pruisen, Pommeren en Neder-Silezië - sinds de 15de eeuw als Duitstalig gelden. Veel westelijker bleef in bepaalde plattelandsgebieden nog lang een Slavischsprekend bevolkingssubstraat bestaan, zoals in delen van Mecklenburg tot in de 18de eeuw, en in het oosten van Saksen (de Lausitz) tot in de moderne tijd. Een ooit zeer talrijke bevolking van Sorben is daar tot op enkele duizenden afgenomen.
Van de 16de tot in de 19de eeuw vestigden zich opnieuw talrijke boerengemeenschappen uit verschillende streken van het Duitse Rijk, nu in nieuw gestichte dorpen langs de Weichsel (Wisla) en haar zijrivieren. Zij kwamen vooral uit Pommeren maar er waren ook vele Mennonieten (Doopsgezinden) uit het noorden van Nederland onder. Deze kolonisten werden met de toekenning van voorrechten aangetrokken door de adellijke en kerkelijke grondbezitters die een toenemende economische waarde verwachtten van hun activiteiten: het kanaliseren, droogleggen en ontginnen van zogenaamd woest land. Door hun rechtspositie, hun taal (Nederduitse dialecten) en geloof (luthers of doopsgezind) weken zij sterk af van de Poolse bevolking en van vermenging en assimilatie was dan ook weinig sprake. In dezelfde tijd trokken grote aantallen handwerkslieden uit Saksen en Silezië naar de Poolse steden langs de westgrenzen van het Poolse koninkrijk. Zij brachten daar de eerste huisindustrie, die in en om de stad Łódź de grondslag legde voor de 19de-eeuwse grootschalige industrialisatie van deze regio. Łódź (Lodsch) werd toen wel het “Poolse Manchester” genoemd. Bij de laatste Poolse deling (1772) werd het noordwestelijke deel van Polen door Pruisen geannexeerd, een gebied waarbinnen de nieuwe Pruisische provincies West-Pruisen en Posen (Poznań) werden ingericht. Dit gebied was toen al enkele eeuwen economisch in verval en de Pruisische staat begon met een voortvarende modernisering: kanaliseringen, bemaling, wegverharding en de aanleg van modeldorpen. Daarvoor ronselde hij keuterboeren, vooral uit Brandenburg, om zich te vestigen op de koninklijke, eertijds Poolse en nu Pruisische, domeingronden. Daarnaast kwamen ook talrijke ambtenaren en handwerkers naar de in de economische neergang van de 18de eeuw half ontvolkte steden in deze provincies.
In het geografisch verlengde van deze tweede Oostkolonisatie stichtten ook de Russische tsaren op het gebied van het huidige Oekraïne meer dan 3.000 dorpen met een (Neder-)Duitstalig karakter, in het kader van een bevolkingspolitiek, die uiteraard eveneens de economische meerwaarde van de kolonisatie op het oog had. Na de heroprichting van de staat Polen in 1918 kwamen deze zogenaamde Volksduitsers deels onder Poolse gezag, anderdeels onder gezag van de Sovjet-Unie. In de literatuur werden ze Polendeutsche resp. Russlanddeutsche (later Sovjetdeutsche) genoemd. Met name in de provincie Wolhynië raakten die laatsten tussen beide staten verdeeld toen de nieuwe staatsgrens van 1921 erdoorheen werd getrokken.
Het aantal Duitsers in de, in 1919, heropgerichte Poolse staat bedroeg 1,5 miljoen, waarbij degenen die toen onmiddellijk naar Duitsland vertrokken of werden uitgewezen niet zijn meegeteld. Het betrof in dat laatste geval bewoners van de voormalige provincies West-Pruisen en Posen (Poznań) die door hun ambtelijke rechtspositie van de Duitse staat afhankelijk waren en nu in de nieuwe Poolse republiek hun middelen van bestaan verloren.

### Tweede Poolse Republiek

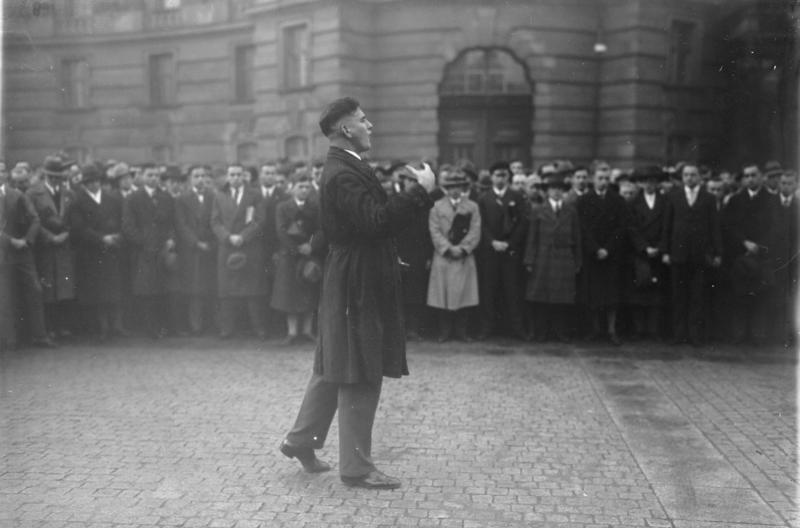
Bijeenkomst in Berlijn tegen het verwaarlozen van de rechten van de Duitse minderheid in Opper-Silezië (november 1930)

Na de heroprichting van Polen in de zogenaamde Tweede Poolse Republiek, in 1918, zag een groot aantal - 600.000 - Duitsers zich gedwongen om over de nieuwe Poolse staatsgrenzen te vertrekken. Zij woonden voornamelijk in de door Duitsland afgestane provincies West-Pruisen (de zogenaamde ‘Poolse Corridor’), Posen (Poznań) en in het oostelijk deel van Opper-Silezië. In de jaren twintig en dertig zouden nog eens 400.000 Duitsers en Duitstaligen (waaronder aanvankelijk ook veel Joden) volgen. Hun plaatsen werden ingenomen door immigranten uit centraal Polen. Maar ook veel heel of half Duitse katholieken besloten zich na 1919 bij de volkstellingen als Pool op te geven. 
Voor de Tweede Wereldoorlog woonde nog steeds een aanzienlijk aantal Duitsers in Polen, volgens verschillende criteria variërend van drie-kwart tot één miljoen, wonend in de genoemde voormalig Duitse provincies maar ook in het industriegebied van Łódź (Lodsch), langs de Weichsel (Wisła) en in Wolhynië.
Op politiek vlak organiseerden de Duitsers zich in verscheidene partijen, die zowel in het Poolse Parlement (Sejm) en Senaat vertegenwoordigd waren en met een sterke vertegenwoordiging ook in de provincieraad van het in 1921 aan Polen toegewezen deel van Opper-Silezië, de Woiwodschap Silezië.

### Tijdens de Tweede Wereldoorlog
In de westelijke en centrale gebieden van Polen die in 1939, na het begin van de Tweede Wereldoorlog, door Duitsland veroverd en geannexeerd werden, veranderde de situatie danig voor de Duitse minderheid. Vlak voor en tijdens de Duitse inval werden vooraanstaande Duitsers geïnterneerd, en winkels en huizen van Duitsers geplunderd. Enkele duizenden werden daarbij omgebracht. Dat maakte de bereidheid groot om na de Duitse bezetting wraak te nemen en toe te treden tot de Volksdeutsche Selbstschutz, welke werd opgericht als een paramilitaire organisatie om de Duitse minderheid "weerbaar" te maken. Van de 740.000 Duitsers die woonden in het Polen van voor de oorlog, werden door de bezettingsautoriteiten voor deze "Selbstschutz" ongeveer 90.000 mannen gerekruteerd. Al dan niet onder dwang lieten zij zich door de SS gebruiken om de Poolse en Joodse bevolking te terroriseren en deel te nemen aan de uitvoering van massamoorden.
Onder de nationaalsocialistische terreur kwamen tussen 1939 en 1944 nog ruim een half miljoen zogenaamde Volksduitsers als kolonisten naar het deels geannexeerde en overigens bezette Polen, wat nu genoemd werd: het Generaal-Gouvernement Warschau. Zij werden geëvacueerd als "Vertragsumsiedler" vanuit de grensgebieden van de Sovjet-Unie volgens de overeenkomsten van het Ribbentrop-Molotovpact en geplaatst in de ondernemingen en op de boerderijen van verdreven Polen. Daarnaast vestigden zich, vooral in de steden, bijna een kwart miljoen Duitse staatsburgers, zogenaamde Rijksduitsers, als militairen, ambtenaren en politiefunctionarissen. Het was de bedoeling om volgens het Generalplan Ost geheel Polen en aansluitend Oekraïne en Wit-Rusland met Duitsers en aanverwante ‘Germaanse volken’, zoals Nederlanders en Scandinaviërs, te koloniseren, en de autochtone bevolking voor zover geschikt als Duitsers te heropvoeden, en anders gaandeweg te deporteren naar het oosten, zodra zij als dwangarbeiders niet meer van nut waren.

### Westwaartse verschuiving van Polen en verdrijving van Duitsers
Op de Conferentie van Teheran, die plaatsvond van 28 november tot 1 december 1943 besloten de geallieerden de Poolse territoriale westwaartse verschuiving en daarbij de verdrijving van de Duitsers uit de Oostgebieden. De nieuwe grens werd vagelijk aangeduid met de namen van de rivieren Oder en Neisse. Ten oosten van deze rivieren zou Duitsland onder Pools bestuur komen. De autochtone bevolking zou verdreven worden en vervangen door de Poolse bevolking die leefde in het door de Sovjet-Unie geannexeerde Oost-Polen. Die laatsten zouden in 1945 de keus krijgen om over de nieuwe oostgrens van Polen te vertrekken of zich in de Sovjet-Unie aan te passen door zich te assimileren onder de Oekraïners of de Wit-Russen. Tussen de anderhalf en twee miljoen Polen vestigden zich in de voormalige Duitse oostelijke provincies.
Als vergelding voor de Duitse gruwelen bij de Poolse bezetting werden in 1945 allereerst de Duitsers - autochtonen, ambtenaren in het bezettingsbestuur en kolonisten die uit verschillende delen van Midden-Europa hierheen waren gestuurd - uit in het voormalige Generaal-gouvernement Warschau verdreven. De meesten vluchtten en de achterblijvers werden, als zij internering en veroordeling overleefd hadden, uitgewezen. In de geannexeerde oostelijke provincies van Duitsland, Pommeren, Silezië en Oost-Pruisen, werd de vrijwel de gehele bevolking verdreven. Wanneer de bevolking in het door de Sovjet-Unie geannexeerde noordelijke deel van Oost-Pruisen wordt meegeteld, betrof het ruim 9,5 miljoen Duitsers die voor de helft al gevlucht waren maar waarvan de andere helft achterbleef en na internering in de periode tot 1948 uitgewezen werd. In deze hele periode zijn 1,5 miljoen van hen omgekomen. In 1945 begon er in de voormalige Duitse Oostgebieden een gedwongen "ontduitsing". Duitse plaats- en straatnamen, inscripties op gebouwen, begraafplaatsen of standbeelden werden onleesbaar gemaakt of verwijderd. Duitse voor- of familienamen werden verpoolst en het was verboden om in het openbaar Duits te spreken. De Duitse bevolking die vanwege haar Duits-Poolse tweetaligheid toch in Polen had mogen blijven, woonde voornamelijk in Opper-Silezië en Mazoerië. Als zij de verificatieprocedure had doorstaan - voldoende beheersing van het Pools en ander bewijs van een Poolse afkomst - mochten ze in Polen blijven, maar uitdrukkelijk als Pools staatsburger.  
Van 1955 tot 1959 kwam het voor het eerst tot gezinsherenigingen van gevluchte of verdreven Duitsers met hun achtergebleven familie. Ze werden in eerste instantie overgebracht naar Berlijn (250.000) of de DDR (40.000). De meesten kwamen uiteindelijk in de Bondsrepubliek terecht. Tussen 1950 en 1989 verlieten in totaal 1,2 miljoen Duitsers Polen. Dat elimineerde vrijwel de gehele gemeenschap van Mazoerië, terwijl de Sileziërs ten oosten van Opole zich handhaafden, waarbij zij afstand moesten doen van het gebruik van de Duitse taal.  
De eliminatie van de Duitse gemeenschappen deed zich in elke regio anders voor. 
In Opper-Silezië woonden in 1950 nog zo'n 700.000 voormalige Duitsers, volgens de officiële betiteling waren dat "autochtonen", wat wil zeggen tweetaligen, die er de helft van de bevolking uitmaakten en in westelijk gelegen plattelandsgebieden nabij Opole (Oppeln) zelfs de meerderheid. De Duitstaligen onder hen waren inmiddels uitgewezen; de tweetaligen mochten na 'verificatie' van hun achtergrond en hun houding tijdens de nazi-tijd, het Pools staatsburgerschap aanvragen. Dit voorwaarde dat zij de Duitse taal niet meer zouden gebruiken en hun namen zouden verpoolsen. Het gebruik van de Duitse taal werd vooral in Opper-Silezië strafbaar gesteld. De helft van hen, vooral in de plattelandsgemeenschappen, bleef zich echter traditioneel Duitser voelen. 
In Mazoerië (het zuidelijk deel van het voormalige Oost-Pruisen) woonden in 1950 ook nog 150.000 tweetalige Duitsers. Deze Mazoeren zouden voor 1990 op enkele duizenden na emigreren naar Duitsland.
In deze beide gebieden werd de verpoolsing bijzonder streng doorgevoerd door alle gebruik van het Duits in het openbaar te verbieden. Maar voor de Mazoeren was ook in het geding dat hun lutherse kerkdiensten gaandeweg onmogelijk werden gemaakt nadat hun kerkgebouwen in het bezit van de rooms-katholieke kerk waren gesteld en deze het door de overheid voorgeschreven nevengebruik niet langer tolereerde omdat 'de Duitse godsdienst' de gebouwen zou ontwijden. In de jaren zeventig en tachtig vertrokken meer dan 55.000 Mazoeren naar Duitsland. Nu zijn er nog 15.000 in hun oude woongebied over. Nog geen derde geeft zich als Duitstalig op.
Ook in de voormalige Poolse Corridor (zie ook: West-Pruisen), waar ca. 300.000 Kasjoeben woonden, wilde een deel van de autochtone bevolking een Duitse identiteit behouden, echter veel minder dan in de andere twee regio's en in afnemende mate. Duitsgezinde Kasjoeben hebben na 1990 een Duits paspoort aangevraagd allereerst om in Duitsland werk te zoeken maar een minderheid vertrok definitief. 
In Neder-Silezië woonden in 1950 nog ongeveer 85.000 Duitsers, geen tweetaligen maar Duitse vakspecialisten met hun gezinnen. Zij verbleven voornamelijk in het steenkoolgebied rondom Wałbrzych (Waldenburg), waar zij nodig waren in de industrie. Omdat zij na verloop van tijd toch uitgewezen zouden gaan worden, werden hier in dit vooruitzicht en tot de uitwijzing tijdelijk wel Duitse cultuurverenigingen en scholen toegestaan.
Na de val van het communisme in Oost-Europa woonden nog ca. 400.000 Duitsers in Polen, dat wil zeggen Polen die zich op een of andere wijze als Duitsers identificeerden. Ca. 300.000 van hen woonden in Opper-Silezië en ca. 200.000 vroegen naast hun Poolse ook een Duits paspoort aan. Velen emigreerden naar Duitsland of gingen er werk zoeken. Naast de "Duitse Sileziërs" identificeren zich enkele honderdduizenden autochtonen als een minderheid van "Poolse Sileziërs". In die naamkeuze geven zij aan tot een regionale variant te willen behoren die weliswaar Pools wil zijn maar zich wel distantieert van het Poolse nationalisme. Zij zijn in dat opzicht te vergelijken met de Kasjoeben.
In het Poolse Parlement (de Sejm) werden in 1991 acht Duitse parlementsleden voor de Duitse minderheid gekozen (zeven in de Sejm, één in de Senaat), daarna is hun aantal teruggelopen. Sinds 2007 is het er nog maar een. De afname van het aantal aanhangers van de Duitse minderheidspartij is terug te voeren op sterfte - de minderheid is sterk verouderd - en op emigratie. Ook het verminderen van de financiële steun uit Duitsland speelt een rol.

### Wettelijke erkenning
Tot 1990/91 werd het bestaan van een Duitse nationale minderheid in Polen ontkend door de overheid. Door het verbod om Duits te spreken en de discriminatie van Duitsers was het Duits verdwenen uit het openbare leven. Velen van Duitse afkomst spraken het Duits als tweede taal alleen in de lokale gemeenschap, maar de jongere generatie was de taal vaak nauwelijks meer  machtig. Na de val van het communisme kreeg de Duitse taal echter de vrijheid om in het openbaar gebruikt te worden en mocht zich een Duitse minderheid op culturele en politieke basis organiseren. Na het Duits-Pools grensverdrag van 17 juni 1991 kreeg de Duitse minderheid rechten als nationale minderheid naar de normen van de Organisatie voor Veiligheid en Samenwerking in Europa zoals recht op onderwijs en politieke partijvorming.
In gemeenten met meer dan 20% 'Duitsers' mochten weer Duitse lessen in het onderwijs gegeven worden en de plaatsnamen, straatnamen en namen van gemeentelijke instanties werden in twee talen gesteld. Door gemeentelijke samenvoegingen waarin het aantal 'Duitsers' onder de 20% dreigt te zakken wordt deze tegemoetkoming aan de minderheid door nationalistische Polen weer onder druk gezet.
Volgens de Poolse minderheidswet van 2005 kunnen gemeenten met een Duitse minderheid van minstens 20% beschouwd worden als tweetalige gemeenten. Hierbij werd de Poolse volkstelling van 2002 gebruikt, waarop 28 gemeentes in Polen aan dit aantal kwamen: Biała/Zülz, Bierawa/Birawa, Chrząstowice/Chronstau, Cisek/Czissek, Dobrodzień/Guttentag, Dobrzeń Wielki/Groß Döbern, Głogówek/Oberglogau, Izbicko/Stubendorf, Jemielnica/Himmelwitz, Kolonowskie/Colonnowska, Komprachcice/Comprachtschütz, Krzanowice/Kranowitz, Lasowice Wielkie/Groß Lassowitz, Leśnica/Leschnitz, Łubniany/Lugnian, Murów/Murow, Olesno/Rosenberg O.S., Pawłowiczki/Pawlowitzke, Polska Cerekiew/Groß Neukirch, Popielów/Poppelau, Prószków/Proskau, Radłów/Radlau, Reńska Wieś/Reinschdorf, Strzeleczki/Klein Strehlitz, Tarnów Opolski/Tarnau, Turawa, Ujazd/Ujest, Walce/Walzen en Zębowice/Zembowitz. Op Kranowitz na dat in het Woiwodschap Silezië ligt, behoren alle gemeentes toe aan het Woiwodschap Opole.

## Volkstelling

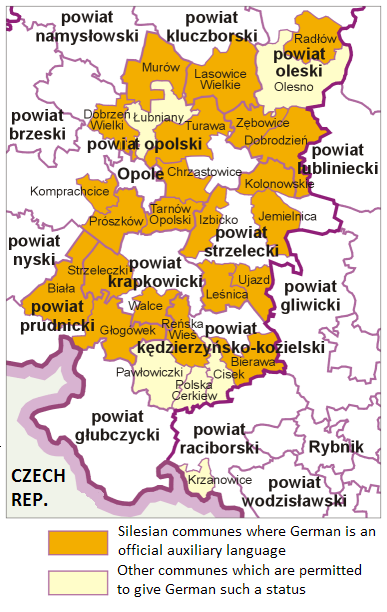
Gemeenten waar Duits als tweede taal ingevoerd werd of gemeenten die aan deze voorwaarden voldoen.

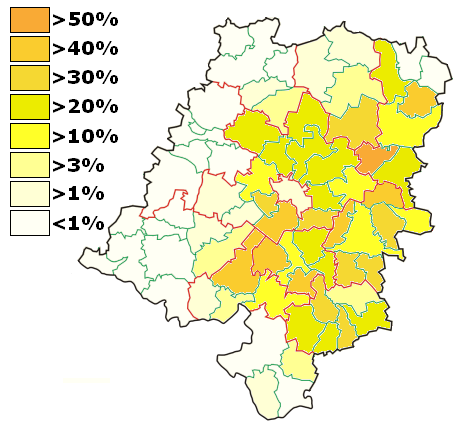
Resultaten van het Wahlkomitee der Deutsche Minderheid in het woiwodschap Opole bij de parlementsverkiezingen van 2007

770.000 bij de volkstelling geregistreerden gaven de door hen gesproken taal/talen niet op en dat maakt het aantal van degenen die Duits spreken moeilijk te bepalen. Volgens de volkstelling van 2002 gebruiken 204.573 mensen Duits als omgangstaal. Daarvan hadden 100.767 de Poolse nationaliteit en 91.934 de Duitse zowel als de Poolse nationaliteit. De volkstelling van 2011 geeft ca. 148.000 personen aan die de Duitse nationaliteit zegden te willen bezitten, wat neerkomt op bijna 0,4% van de bevolking. Ca. 109.000 van hen wilden zowel de Duitse als de Poolse nationaliteit dragen, en ca. 50.000 alleen de Duitse. Deze volkstelling van 2011 geeft meer informatie over de relatie tussen Duitse identiteit en Duitstaligheid. Ca. 96.000 mensen spreken als gezins- en familietaal Duits, waarvan 58.000 die taal als moedertaal geleerd hebben. Een derde daarvan wil zich overigens niet als Duits identificeren. Daaronder is vermoedelijk een groot deel Joods.

## Taal en culturele rechten
Sinds 2005 zijn openbare tweetalige borden, voornamelijk plaatsnaamborden, toegestaan in gemeenten met meer dan 20% Duitsers. Al meteen na 1990 werden in dergelijke gemeenten op particuliere grond aan de openbare weg herdenkingsmonumenten (her)opgericht voor de gevallen soldaten in de Eerste Wereldoorlog met boven hun namen het opschrift  "Gefallen für das Vaterland". Beide getuigenissen van een afwijkend nationaal besef, zowel borden als monumenten, zijn sindsdien het doelwit van vernieling door Poolse nationalisten.
Een uitgebreid Duits verenigingsleven kan zich betrekkelijk ongestoord ontwikkelen, hoewel het aantal deelnemers terugloopt.
Duits onderwijs is toegestaan maar niet tot meer dan enkele uren Duitse taalles per week binnen de staatsscholen.
De Duitse minderheid is voornamelijk geconcentreerd in Opper-Silezië in het oosten van de woiwodschap Opole en in het westen van de woiwodschap Silezië. Overigens was ze in 2002 als volgt verdeeld over Polen:
| Woiwodschap       | Inwoners   | Waarvan Duits | Percentage |
| ----------------- | ---------- | ------------- | ---------- |
| Opole             | 1.065.043  | 106.855       | 10,033     |
| Silezië           | 4.742.874  | 31.882        | 0,672      |
| Ermland-Mazoerië  | 1.428.357  | 4.535         | 0,317      |
| Pommeren          | 2.179.900  | 2.319         | 0,106      |
| Neder-Silezië     | 2.907.212  | 2.158         | 0,074      |
| West-Pommeren     | 1.698.214  | 1.224         | 0,072      |
| Lubusz            | 1.008.954  | 651           | 0,064      |
| Koejavië-Pommeren | 2.069.321  | 717           | 0,034      |
| Groot-Polen       | 3.351.915  | 1.013         | 0,030      |
| Łódź              | 2.612.890  | 325           | 0,012      |
| Mazovië           | 5.124.018  | 574           | 0,011      |
| Klein-Polen       | 3.232.408  | 261           | 0,008      |
| Podlachië         | 1.208.606  | 85            | 0,007      |
| Subkarpaten       | 2.103.837  | 116           | 0,006      |
| Lublin            | 2.199.054  | 112           | 0,005      |
| Święty Krzyż      | 1.297.477  | 70            | 0,005      |
| Totaal            | 38.230.080 | 152.897       | 0,381      |

De meeste Duitsers wonen in de gebieden die deel waren van het Duitse Rijk tot 1945. Maar ook daar overschrijdt met uitzondering van Opper-Silezië (de woiwodschappen Opole en Silezië) en Ermland en Mazoerië (de woiwodschap Warmia i Mazury) de, veelal Poolstalige, Duitse bevolking nergens meer de grens van 1%. In de gebieden die tot 1919 bij het Duitse Rijk behoorden maar na de Eerste Wereldoorlog al aan Polen toekwamen, woont ook nog een zeer klein aantal Duitsers, de meesten in Groot-Polen (voor 1919 de Pruisische provincie Posen). Veel Polen met een Duitse afkomst willen zich niet als zodanig bekendmaken en daarom is deze officiële statistiek niet meer dan de weergave van een politiek bewuste keuze. In Opper-Silezië hebben ruim 380.000 inwoners zich als 'Sileziër' opgegeven om daarmee de keuze tussen Duits en Pools uit de weg te gaan.